# Burg Wallenburg
Die Wallenburg bezeichnet die Ruine einer Gipfelburg auf dem 523,8 m ü. NN hohen Gipfel des Heinberg (auch Hühnberg) über dem Ortsteil Auwallenburg der Stadt Brotterode-Trusetal im Landkreis Schmalkalden-Meiningen in Thüringen.

## Geschichte
Die um 1200 errichtete Burg diente zunächst der Kontrolle der von Herrenbreitungen zum Rennsteigpass bei Brotterode (Grenzwiese/Kleiner Inselsberg) aufsteigenden Altstraße, die sich von dort über Cabarz nach Waltershausen und Gotha im Gebiet der Thüringer Landgrafen verzweigte. Die Burg wurde im Außengebiet des Klosters Herrenbreitungen errichtet. Zum Wallenburger Gerichts- und Burgbezirk gehörte Heßles mit dem Nüßleshof und der östlich des Farnbachs gelegene Teil von Bairoda. Der Burgvogt der Wallenburg gehörte zum Dienstadel der Frankensteiner.
- 1247 Beim Ausbruch des Thüringisch-Hessischen Erbfolgekrieges (1247–1263) gewann die Anlage militärische Bedeutung, sie wurde von den Herren von Frankenstein (auch als „Grafen von Frankenstein“ bezeichnet) ausgebaut.
- 1249 erfolgte die Ersterwähnung als „Waldenburch“ in einem Vergleich zwischen Ludwig III. von Frankenstein und dem Herrenbreitunger Kloster. Ludwig musste die Lehenshoheit des Klosters anerkennen und Schadenersatz zahlen.[1]
- 1295 wurden die Herren von Frankenstein beim Einmarsch königlicher Truppen im Jahr 1295 hart getroffen, die Stammburg Frankenstein bei Bad Salzungen wurde nach kurzer Belagerung eingenommen und zerstört, die geschlagenen Grafen von Frankenstein mussten Tributzahlungen leisten.[2]
- 1317 waren erste Gebietsteile im Trusetal verkauft worden, in der am 29. August 1317 gesiegelten Urkunde wurde der frankensteinsche Anteil an der Burg (ihr halbes hus tzu Waldinburg) behauptet. Das Kloster Fulda, vertreten durch Abt Heinrich VI. von Hohenberg (1315–1353), war nun Mitbesitzer der Burg. Die Wallenburg war demnach ganerblich in (zunächst) zwei gleichberechtigte Anteile geteilt worden, beide Ganerben hatten die im Vertrag erwähnten Bediensteten (Torwächter, Türmer, sonstige Knechte als Wächter) zu bestellen und den Burgfrieden zu bewahren.[3]
- 1330 – mit dem zweiten, 1330 vollzogenen Frankensteiner Verkauf wurde Graf Berthold VII. (1272–1340) aus der Schleusinger Linie der Grafen von Henneberg Mitbesitzer der Burg. Gleichzeitig hatten die Brüder Siegbodo und Ludwig von Frankenstein alle ihre Bediensteten aus dem Treueschwur entbunden.[4] Sie waren trotz umfangreicher Gebietsverkäufe des Jahres 1330 ruiniert und verschwanden Mitte des 14. Jahrhunderts als politische Macht.
- um 1340 standen die Henneberger noch in Opposition zu den Bischöfen von Würzburg. Auch die Wallenburg gelangte als Folge von Pfand- und Tauschverträgen der Würzburger und Fuldaer Klöster in Teilbesitz der Würzburger. Die beiden Ganerben mussten einen Burgfrieden schließen, der aber bei jeder Gelegenheit gebrochen wurde. Die Auseinandersetzung erfolgte über die auf der Burg stationierten Burgmänner und Lehensherren aus dem niederen Adel.
- 1374 bat der Würzburger Bischof Gerhard von Schwarzburg (1372–1400) seine Vettern, die Grafen Heinrich und Ernst von Schwarzburg, um militärischen Beistand zum Schutz der Wallenburg, als Lohn wollte er 400 Gulden zahlen. Der Würzburger Anteil der Burg gelangte dann
- 1384 als Pfand (für eine bereits auf 7400 Gulden angewachsenene Schuld) an die Grafen Günther und Johannes von Schwarzburg. Zugleich musste der Bischof jährliche Kosten von 740 Gulden zum Erhalt der Befestigungsanlagen und Bewaffnung sowie Lebensmittel und 200 Pfund Heller für die in schwarzburgischen Diensten stehenden Knechte der Burg aufbringen.
- 1388 hatte eine Fehde mit den in der Rhön ansässigen Rittern Wetzel von Buchenau und Hermann von Völkershausen die Vertreibung der Besatzung der Schwarzburger Grafen Günther und Johannes aus der Wallenburg zur Folge. Erzbischof Adolf von Mainz wurde zum Schiedsrichter der Fehde bestimmt. Dieser urteilte am 24. April 1388 zu Gunsten der beiden Ritter und forderte von den Schwarzburgern, bis zum Jahresende 1388 eine Geldbuße von 3000 Gulden zu zahlen oder den Rittern das Schloss Wallenburg mit einer jährlichen Kostenerstattung von 300 Gulden als Lehen zu überlassen, die Schwarzburger Grafen willigten ein. Als Folge dieser „feindlichen Übernahme“ wurde der schwarzburgische Teil der Ganerbschaft halbiert und die beiden Ritter erhielten je ein Viertel der Burg als Anteil.
- 1408 wurde das dem Ritter Otto von Buchenau (d. Ä.) gehörende Viertel dem Ritter Hermann von Reckrodt verkauft und das andere Viertel solle gütlich geteilt den Rittern Wetzel vom Stein, sowie seinen Vettern Hans, Heinrich und Wetzel vom Stein übergeben werden, bei der Aufteilung der Burg solle das Los entscheiden. Die auch im Werratal bei Gerstungen begüterte Reckrodter Sippe verkaufte ihren Anteil bereits 1421 an den Würzburger Bischof Johann II. von Brunn.[5] In diesem Zusammenhang bildete die Wallenburg eine Basis für militärische Operationen und ermöglichte zugleich die Überwachung und Sperrung der nach Norden führenden Straßen.
- 1459 wurde die hennebergische Hälfte der Wallenburg an Hans von Wangenheim zu Winterstein übergeben, der mit seinen Söhnen als Amtmann für die Sicherheit der Bergwerke verantwortlich gemacht wurde. Die Bedeutung der Burg hatte durch die starke Ausweitung des Eisenbergbaus im Trusetal zugenommen, die in den Hammerwerken und Schmieden hergestellten Eisenwaren und Waffen besaßen einen hohen materiellen Wert und bildeten so einen Anreiz für gezielte Überfälle.
- 1470 hatte der in Diensten der Grafen von Gleichen stehende Philipp von Farnrode ein Viertel der Ganerbschaft Wallenburg erhalten, vermutlich den reckrodtschen Teil. Er wurde verpflichtet, bewaffnete Knechte in der Burg zu stellen. 1471 bat Philipp von Farnroda vergeblich beim Grafen Wilhelm von Henneberg um Überlassung von Geld und Holz zur Reparatur der Burg.
- 1477 trat Wolfgang von Stolpenrode, ein in würzburgischen Diensten stehender Amtmann von Sonneberg als Ganerbe der Wallenburg in Erscheinung.
- 1479 übernahm ein Andreas von Liechtenstein diesen Teil der Ganerbschaft.
- 1483 erforderte der baufällige Zustand der Burg eine Besichtigung der Schäden und die Verabredung von Bau- und Reparaturmaßnahmen. Als hennebergischer Amtmann wurde Wilhelm von Roßdorf eingesetzt, und mit dem Lehen auf Lebenszeit abgefunden.
- ab 1501 versuchten die Henneberger in Verhandlungen mit den Grafen von Gleichen als Pfandinhaber des würzburgischen Ganerbteiles in den Besitz der ganzen Wallenburg zu gelangen. Die Ritterfamilie der Füchse von Arnschwanz waren von den Hennebergern zu Burgmannen bestimmt worden. Der bekannteste Vertreter war Hans Christoph Fuchs, er hatte sich mit seinem in Schmalkalden gedruckten Versepos „Der Ameisen- und Mückenkrieg“ ein literarisches Denkmal gesetzt.
- 1516 verbarg sich Götz von Berlichingen zur eigenen Sicherheit einige Tage auf der Burg, er lag mit dem Grafen Philipp II. von Waldeck in Fehde.
- Erst 1520 gelangte Graf Wilhelm IV. von Henneberg-Schleusingen (1478–1559) von Henneberg in den Vollbesitz der Burg und beauftragte die Füchse mit der Amtsverwaltung.
- 1525 wurde die Burg im Bauernkrieg von den Aufständischen belagert und nach einem Sturmangriff in Brand gesetzt. Die Wirtschaftsgebäude und ein Teil der Kernburg brannten aus.
- 1580 verkaufte Ritter Hans Christoph Fuchs auf Arnschwang die ruinöse Wallenburg an Ritter Eitel von Boyneburg zu Lengsfeld.
- 1583 wurde die noch als Amtssitz genutzte Burgruine von den Wettinern als Teil des hennebergischen Erbes übernommen. Der militärische Wert der Burgruine war nun ohne Bedeutung.
- 1588 verkauften die Wettiner im Vertrag von Friedewald vorschnell an das Kloster Hersfeld,[6] das noch bis 1606 bestand, aber bereits unter dem Einfluss der Landgrafen von Hessen stand, die auch im südlich angrenzenden Schmalkalden als Landesherren regierten.
- 1589 erwarb der Landgraf von Hessen die Burg mit den dazugehörigen Siedlungen, die er sofort in das Oberamt Schmalkalden übernahm. Landgraf Wilhelm IV. von Hessen-Kassel benötigte für den Bau seiner Nebenresidenz Schloss Wilhelmsburg in Schmalkalden Baumaterial und genehmigte aus praktischen Erwägungen den Abbruch der Ruine der Wallenburg. Lediglich der Turm sollte erhalten bleiben, da er noch als Warte genutzt werden konnte.
- 1634–48, während des Dreißigjährigen Krieges, wurden die Orte im Umkreis der Burgruine schwer heimgesucht, dabei wurde auch das Vorwerk der Burg geplündert und zerstört.

Letzter adeliger Besitzer der Burgruine wurde 1866 mit Herzog Ernst II. das Herzogshaus von Sachsen-Coburg und Gotha. Die Ruine war dabei lediglich Bestandteil eines 8800 Hektar großen, ehemals hessischen Staatswaldes, sowie preußischer Flächen ohne Hoheitsrechte zwischen Oberschönau und Schmalkalden, die der Herzog für seine verlustreiche Kriegsteilnahme an der Schlacht bei Langensalza (27. Juni 1866) als Kriegsentschädigung vom Preußischen Staat erhielt. Das zum Privatbesitz der Gothaer Herzöge gehörende Waldgebiet wurde 1945 enteignet.

## Beschreibung
Die Burg bestand aus der in Gipfellage errichteten Kernburg und der dicht unterhalb befindlichen Vorburg auf der Westseite mit Wohn-, Wirtschafts- und Nebengebäuden. Östlich der Burg befand sich ein als Vorwerk bezeichnetes Gehöft, es wurde 1643 verwüstet und war bis zum 19. Jahrhundert bewohnt.
Die Hauptangriffsseite sicherte ein etwa 300 m langer Graben auf der Ostseite des Berges. Von der Burg blieben nur der viergeschossige, 27,5 m hohe Bergfried – ein schlanker, hoch über den Wald aufragender Turm – und wenige Mauerreste erhalten. Die aus Bossenquadern gefertigte Turmmauer weist auch Zangenlöcher als Baumerkmale auf. Zur Kernburg gehörte neben einem Brunnen der repräsentative romanische Palas, von dem nur Grundmauern erhalten blieben. Dieser Teil der Burg war mit einer eigenen Ringmauer umgeben und hatte ein Tor mit Zugbrücke. Davor lag der untere Teil der Burg mit ebenfalls durch eine separate Mauer geschützten Gebäuden. Heute befindet sich dort die Turmbaude. Drei Gräben schützten diesen äußeren Teil der Burg. Der Hauptzugang lag vermutlich auf der Südseite des Berges. Eine 1589 angefertigte skizzenhafte Darstellung des Amtes Wallenburg zeigt die Burg noch mit zwei Türmen. Bei einer systematischen Untersuchung der Burgruine wurde 1979 ein bisher unbekannter unterirdischer Gang entdeckt, das eingebrochene und verschüttete Gemäuer konnte nur wenige Meter verfolgt werden. Auf einer isolierten Felspartie westlich des Bergfriedes wurde ein Mauerrest als Standort des zweiten Turmes angenommen. Beim Zugang musste wohl eine Zugbrücke genutzt werden, vermuteten die Ausgräber.

## Status und Nutzung
Die Burg ist ein geschütztes Bau- und Bodendenkmal.
Schon im 19. Jahrhundert begannen interessierte Menschen aus den umliegenden Orten mit der Erforschung der Burgruine. Der heutige Eingang zu ebener Erde in das Turminnere wurde von Bergleuten angelegt. Vielleicht hoffte man, in dem Schutthaufen am Grunde des Turmverlieses noch interessante Funde zu bergen. Seit 1963 konnte der Turm wieder bestiegen werden. Unterhalb der Burg wurde in der DDR-Zeit ein kleiner Kiosk errichtet, da die Ruine gerne von Urlaubern und Schulklassen aufgesucht wurde. 2012 wurde der Turm wegen Baufälligkeit gesperrt, 2013 instand gesetzt und anschließend wiedereröffnet. Er dient heute wieder als Aussichtsturm und kann zu den Öffnungszeiten der benachbarten Turmbaude bestiegen werden (April bis Dezember von Freitag bis Sonntag ab 10 Uhr). Die Aussicht vom Turm reicht in westliche Richtung über das Tal der Werra hinweg und zur Vorderen Rhön.